# Soul Kitchen
Soul Kitchen es una película del género comedia) alemana dirigida por Fatih Akın, con guion del mismo Akin y de Adam Bousdoukos. Bousdoukos se basó en su propia experiencia como propietario de una taberna griega llamada "Taverna", donde Akin fue un cliente regular. La cinta se filmó por completo en la ciudad de Hamburgo. Se estrenó el 10 de septiembre de 2009 en la Festival de Cine de Venecia de 2009, y en Alemania, el 25 de diciembre del mismo año. Akin dedicó la cinta a su hermano Cem, quien allí aparece como el personaje Milli. También incluye una mención para Monica Bleibtreu (madre de Moritz Bleibtreu), cuya participación como la abuela de Nadine fue una de sus últimas apariciones.

## Resumen
Zinos pasa por un período de mala suerte, pues su novia Nadine se trasladó a Shanghái, sus clientes habituales están boicoteando el nuevo chef Shayn Weiss (Birol Ünel) y tiene fuertes dolores de espalda tras levantar un gran peso. La situación parece mejorar cuando la gente acepta la nueva filosofía culinaria, pero no lo suficiente para sanar el corazón roto de Zinos. Este decide viajar a China para encontrarse con Nadine, y entrega un poder universal sobre el local a su hermano Illias (Moritz Bleibtreu), que está en la cárcel por hurto, pudiendo sin embargo salir durante el día. Ambas decisiones resultarán catastróficas, pues jugando a las cartas el "Soul Kitchen" cae en manos de un ambiciosos agente de bienes raíces, Thomas Neumann (Wotan Wilke Möhring), quien lo quiere vender al magnate Jung (Udo Kier). Por su parte, Nadine tiene una nueva relación sentimental. Los dolores de espalda resultan ser una hernia discal, que se cura con la ayuda de la fisioterapeuta Anna. Los hermanos Zinos e Illias, al tratar de destruir los documentos de transferencia del restaurante, deben pasar un tiempo en la cárcel. Por último, Zinos pide a Nadine, que ha heredado de su abuela, el dinero necesario para poder competir en una subasta pública por el restaurante, que reabre en Navidad. En la última escena se ve a Zinos y a Anna cenando en una de las mesas del "Soul Kitchen".

## Trama
Zinos (Adam Bousdoukos), griego de origen, es el joven propietario del restaurante "Soul Kitchen". El restaurante se encuentra en una vieja bodega en el barrio Wilhelmsburg de la ciudad de Hamburgo. El local se encuentra en dificultades económicas y los cobradores de impuestos piden continuamente pagos a Zinos. 
En el local, ocasionalmente una banda de punk rock practica pero nunca pagan una cuota o arriendo por el uso del sitio. En el mismo local hay también un viejo marino griego, Socrates, que utiliza una parte del restaurante como su bodega para trabajar en su barco, sin que pague tampoco un arriendo o cuota.
Durante una reunión de la familia de su novia en un restaurante de lijo, Zinos pelea con su novia Nadine. Nadine es una periodista que se prepara para un nuevo trabajo en Shanghái.
Durante la cena el chef del restaurante, Shayn, discute acaloradamente con un cliente que solicitaba una sopa de gazpacho caliente, sopa que en su receta original se sirve rigurosamente fría, por lo que es despedido del restaurante. Mientras Zinos sale un momento de la cena para fumar se encuentra con Shayn y lo invita a trabajar en el Soul Kitchen.
Poco después Zinos se encuentra con un viejo compañero del colegio, Thomas Neumann y su novia Tanja. Thomas le cuenta a Zinos que como trabajo se ocupa de bienes raíces.
En este momento Nadine parte para su nuevo encargo en China, manteniéndose en contacto por Skype.
Zinos tiene un hermano Illias, que se encuentra en la cárcel. Illkias momento tiene autorización de salir de la cárcel por algunas horas cada día y obtiene un permiso para poder estar el día entero con la condición de trabajar. Illias pide a su hermano Zinos que finjan el trabajo para el poder permanecer durante el día fuera de la cárcel. Zinos acepta e Illias aunque la mesera del restaurante Lucia, no está de acuerdo con la mentira. Illias le pide a Zinos que no revele a nadie que él es un criminal. 
Luego Zinos tiene un accidente tratando de mover un lavaplatos pesadisimo y queda con la espalda rígida. Como Zinos no tiene seguro de salud no se puede permitir ir a un médico convencional o aún más un tratamiento quirúrgico, se remite a una fisioterapista de nombre Anna, aconsejada a Zinos por Nadie. Anna le enseña a Zinos ejercicios para la espalda y le ordena no estar mucho ni de pie ni sentado, sino que debe estar en movimiento al máximo. También le recomienda no transportar pesos superiores a un kilo.
Debido al accidente de la espalda, Zinos no puede estar de pie y por lo tanto no puede trabajar. Entonces busca a Shayn y lo contrata como cheff. Shayn insiste de cambiar el menú, sustituyendo la habitual cotoletta con papas con preparaciones de alta cocina. En un primer intento el intento de cocina refinada provoca un abandono total de los clientes habituales del Soul Kitchen. 
Mientras tanto Neumann le pide a Zinos que le venda el restaurante. Zinos rechaza las ofertas. Neumann para coaccionar a Zinos llama a la oficina de sanidad e higiene, fingiendo ser un cliente que por comer comida del Soul Kitchen se intoxicó. Esto hace que los inspectores de la sanidad vayan al restaurante donde efectivamente encuentran la cocina en pésimas condiciones y le exigen a Zinos de renovarla, teniendo este que adecuarla a las normas en un periodo de un mes. Esto significa una tarea y gasto adicional para Zinos.
Luego de una noche de fiesta a donde fueron Illias, Lucia y Zinos, Illias resuelve convertirse en un DJ usando una consola de sonido que el y algunos de sus amigos roban la de la misma discoteca, la misma noche donde los tres se encontraban. Lucia no reconoce a Illias mientras Zinos hace como si no lo conociera. Zinos no puede mantener la promesa que le hizo a Illias de no decir que era un delincuente y le confiesa a Lucia que Illias es un ladrón. Contraria a la reacción que se esperaba Zinos
de Lucia, ella encuentra que Illias no es peligroso si no encuentra este aspecto del romántico y lo define como el Conde de Montecristo. Shayn le enseñaa Zinos técnicas de cocina.
Poco a poco la situación del restaurante mejora. Personas que gustan de la música y del nuevo estilo culinario del lugar lo inician a frecuentar, llevándolo a tener muy buenos ingresos económicos. Con este dinero Zinos paga los impuestos y remodela la cocina, mientras Lucia cambia lentemante de opinión acerca de Illias. Durante una noche caótica en el Soul Kitchen, Lucia se dirige a Illias llamándolo inadvertidamente el Conde de Montecristo. Él se enfurece de este sobrenombre, pero Lucia lo logra calmar y le asegura que para ella no es un problema la historia criminal de Illias.
Una noche Shayn cocina un postre, que según él es afrodisíaco. El dulce cumple sus efectos en todos los que están en el restaurante: Lucia, Illias, Neumman y la inspectora de los impuestos de apellido Schuester. La mañana siguiente Neumann confiesa haber engañado a la oficina de impuestos. 
Zinos había prometido a Nadide de ir a encontrarla a Shanghái apenas pudiera, pero todos los eventos pasados en el restaurante lo mantienen ocupado provocando roces entre Nadine y Zinos. Nadine comienza a ser fría con Zinos.
Zinos tratando de reconciliarse con su novia decide de irse a China y le confía y deja el Soul Kitchen a su hermano Illias. Sin embargo, Nadine le dice a Zinos de no ir porque ella está pensando trasladarse al Tíbet. Zinos no hace caso y compra de cualquier forma los tiquetes. Zinos ve en el aeropuerto a Nadine con otro hombre, un chino de nombre Han. Ella le explica que su abuela murió y ella vino para el funeral. Zinos disgustado sale a buscar sus maletas y las toma intempestivamente. Esto hace que su espalda quede totalmente bloqueada, pero el permanece sin ir al médico, aun si eso hace que el termine en una silla de ruedas. 
Zinos va al funeral, no siendo invitado, y cuando llega ve a Han e a Nadine cogidos de la mano. Zinos piensa que Han es el nuevo novio de Nadine y lo agrede, lo que arruina la ceremonia.
Durante la corta ausencia de Zinos, Illias apuesta el restaurante contra Neumann y pierde, debiendole vender como pago el restaurante a Neumann, quien lo quiere vender al magnate Jung (Udo Kier). Por su parte, Nadine tiene una nueva relación sentimental. Los dolores de espalda resultan ser una hernia discal, que se cura con la ayuda de la fisioterapeuta Anna. Los hermanos Zinos e Illias, al tratar de destruir los documentos de transferencia del restaurante, deben pasar un tiempo en la cárcel. Por último, Zinos pide a Nadine, que ha heredado de su abuela, el dinero necesario para poder competir en una subasta pública por el restaurante, que reabre en Navidad. En la última escena se ve a Zinos y a Anna cenando en una de las mesas del "Soul Kitchen".

## Reparto

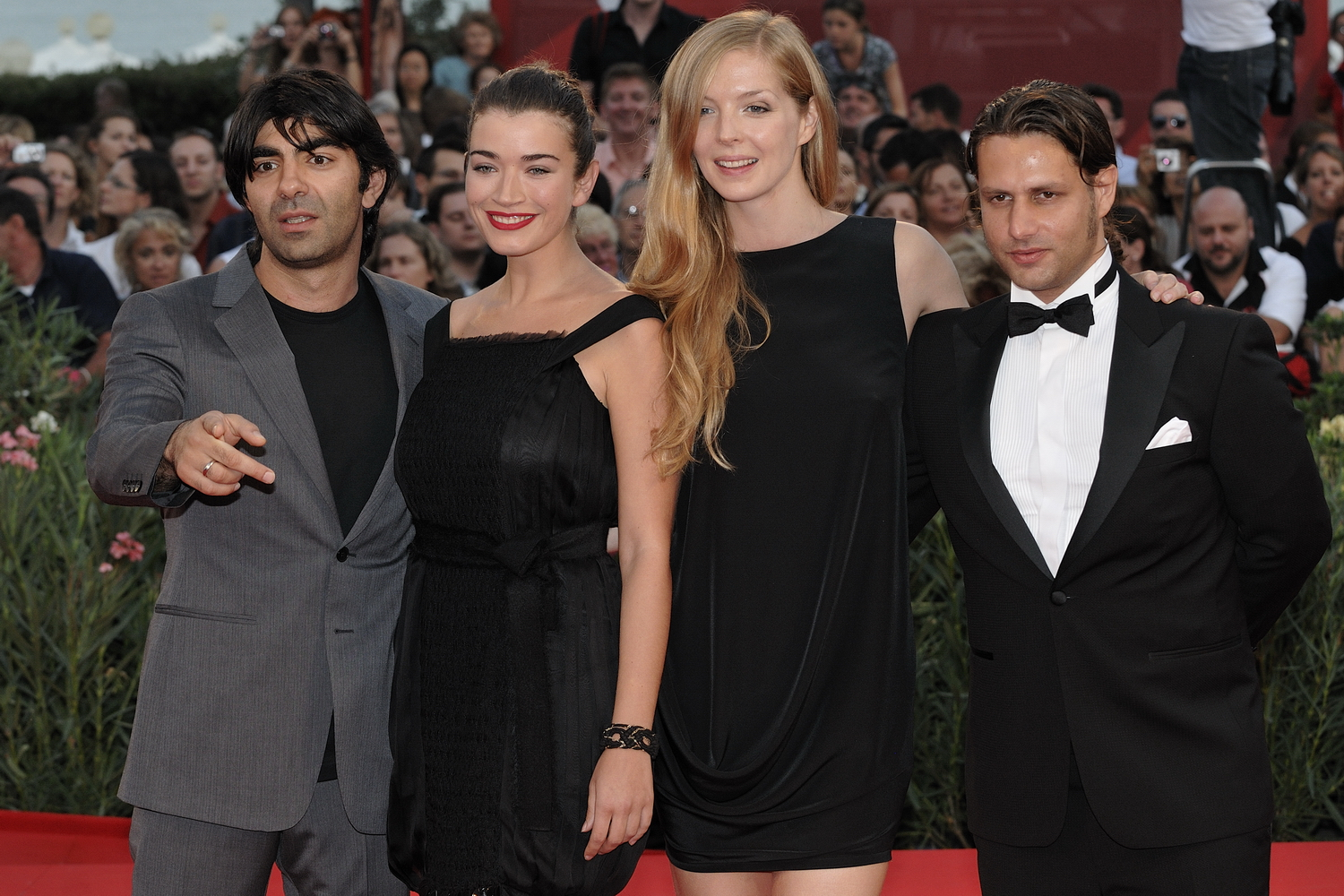
Akın, Bederke, Roggan y Bousdoukos en el Festival Internacional de Cine de Venecia de 2009.

- Adam Bousdoukos – Zinos Kazantsakis
- Birol Ünel – Shayn Weiss
- Moritz Bleibtreu – Illias Kazantsakis
- Anna Bederke – Lucia Faust
- Pheline Roggan – Nadine Krüger
- Dorka Gryllus – Anna Mondstein
- Wotan Wilke Möhring – Thomas Neumann
- Lucas Gregorowicz – Lutz
- Demir Gökgöl – Sokrates
- Udo Kier – Herr Jung
- Monica Bleibtreu – Grandma Krüger
- Marc Hosemann – Ziege
- Cem Akın – Milli
- Jan Fedder – Herr Meyer

## Premios
- Festival de Cine de Venecia de 2009: Premio especial.